# Grabhügel im Ennert

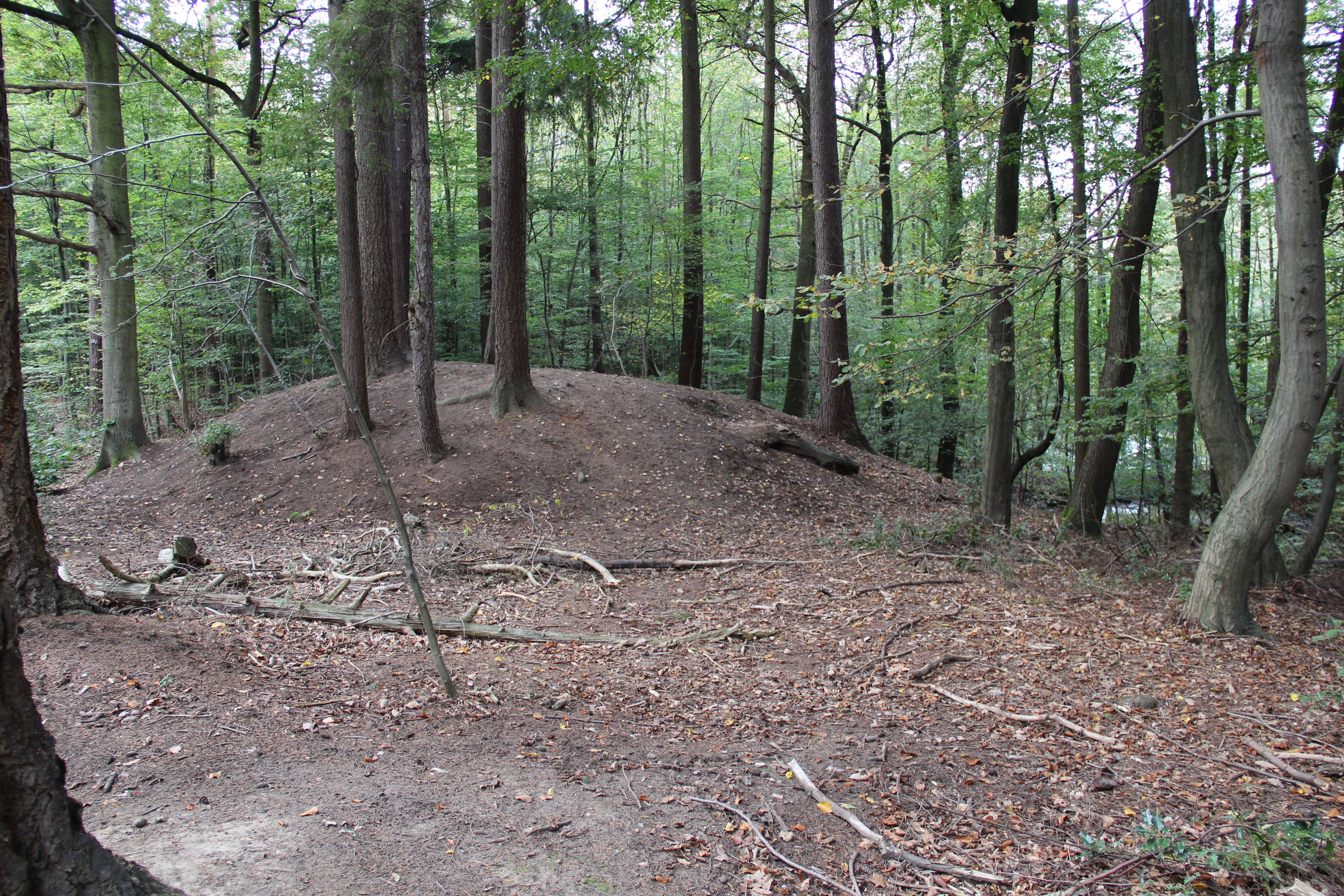
Einer der beiden noch erhaltenen Grabhügel im Oktober 2014

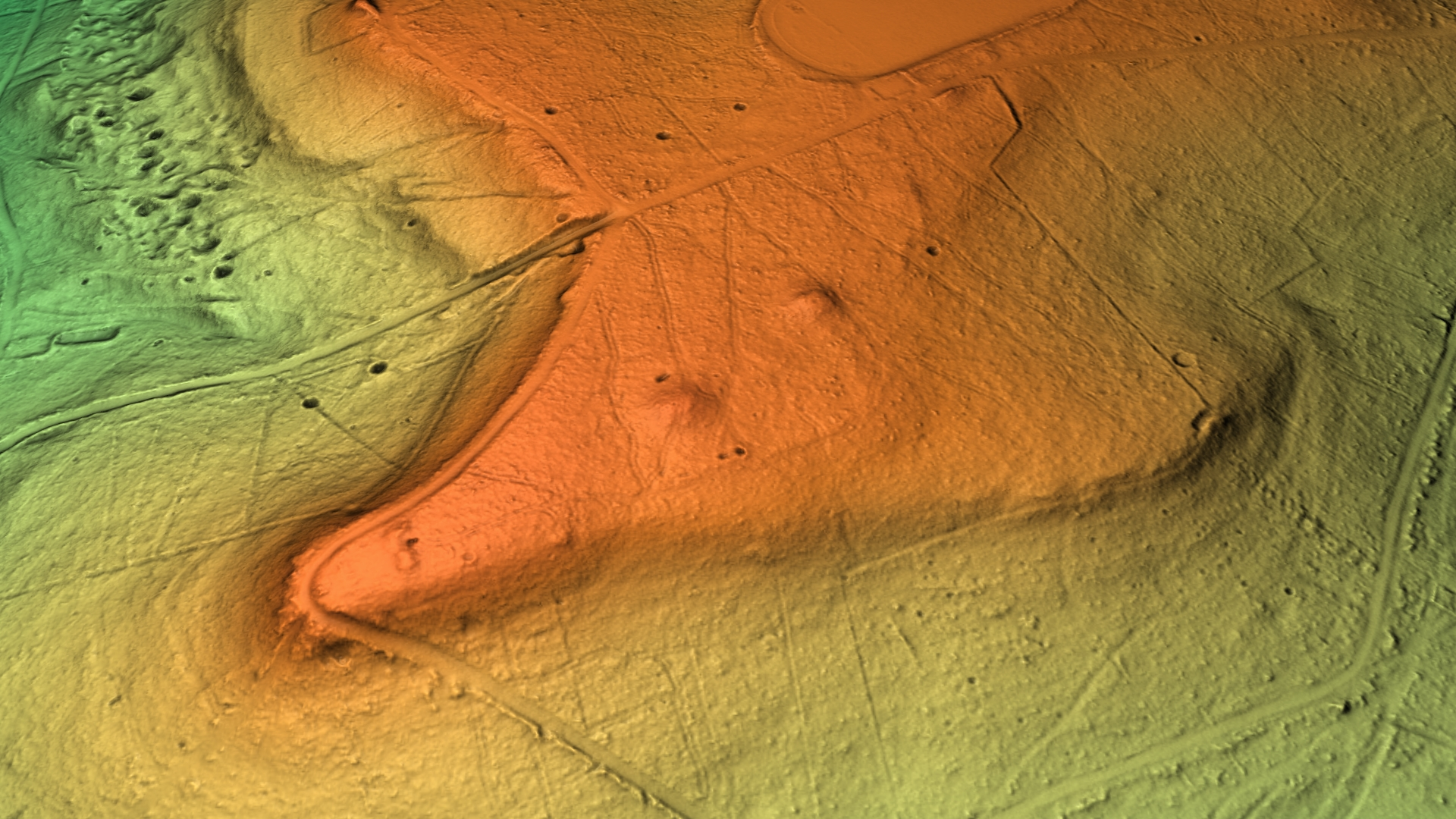
3D-Ansicht des digitalen Geländemodells

Die Grabhügel im Ennert sind zwei vorgeschichtliche Grabhügel im Ennert-Wald des Bonner Stadtbezirks Beuel.
Das Objekt ist ein gemäß §2 DSchG eingetragenes Bodendenkmal.

## Lage
Die Hügel liegen im zum Ortsteil Küdinghoven zugehörigen, bewaldeten Ennert-Höhenzug etwa 50 Meter südostwärts der Kreuzung der Waldwege Ennertweg und Foveauxweg. 200 Meter entfernt liegt das historische Foveaux-Häuschen und ebenso weit weg der Sportplatz im Ennert. 800 Meter südlich der Hügel liegt die Kommende Ramersdorf an der A 562.

## Beschreibung
Die beiden Hügel sind ungewöhnlich groß; sie messen 40 Meter beziehungsweise 36 Meter im Durchmesser. Zwischen den Hügeln liegt ein Abstand von 35 Metern. Sie sind archäologisch noch nicht untersucht worden. Denkbar ist, dass sie aus der jüngeren Steinzeit, der Bronzezeit oder der Latènezeit stammen. Aufgrund der Größe und der Lage ist von Bestattungen sozial hervorgehobener Personen auszugehen. In der Umgebung werden weitere Gräber vermutet.
Die beiden Hügel gehören zu den besterhaltenen Objekten dieser Art im Rheinland. Der Schutzbereich ist von Wald bewachsen. Der nordöstliche Hügel erscheint oberflächlich ausgegraben.